# Acaricis plana
Acaricis plana är en spindeldjursart som beskrevs av John Stanley Beard och Uri Gerson 2009. Acaricis plana ingår i släktet Acaricis och familjen Tenuipalpidae. Inga underarter finns listade i Catalogue of Life.